# Sociedad de Garantía Recíproca
Las Sociedades de Garantía Recíproca (SGR) son entidades financieras cuyo objeto principal consiste en facilitar el acceso al crédito de las pequeñas y medianas empresas (pymes) y mejorar, en términos generales, sus condiciones de financiación, a través de la prestación de avales ante bancos, cajas de ahorros y cooperativas de crédito, Administraciones Públicas y clientes y proveedores.

## Actividad
Las sociedades de garantía recíproca, o SGR, nacen para resolver los problemas financieros de las pequeñas y medianas empresas, prestándole apoyo mediante la concesión de avales que respalden su posición financiera frente a las entidades de crédito, los proveedores, clientes y Administraciones Públicas.
La actividad de estas sociedades, beneficia a la pyme, pues al ser avalada puede acceder al crédito, y beneficia a su vez a la entidad de crédito, pues invierte sin riesgo al ser la SGR la que responde, como avalista, en caso de que la operación financiera sea fallida. Esta última se beneficia además, de otra serie de factores como pueden ser el valor añadido del estudio y seguimiento de la viabilidad de la operación por la garante.
Una de las consecuencias directas de la intervención de la SGR, al minimizar el riesgo asumido con la intervención de su aval, es que el banco, caja de ahorros o cooperativa de crédito presta la financiación a tipos bajos y plazo largo, mediante convenios o líneas de crédito con las SGR. 
Por otro lado, a cambio de la garantía recibida, la pyme, por su parte, adquiere la obligación de adquirir una o más cuotas sociales de la SGR, incrementando por tanto los recursos propios de la misma y, en definitiva, su capacidad de asumir nuevas operaciones de aval. Dicho importe, si se desea, será íntegramente reembolsado a la cancelación del crédito obtenido. En caso contrario, la pyme permanecerá como socio partícipe, y tendrá así acceso a otras prestaciones y servicios de la SGR.

## Regulación legal (en España)
La regulación legal de estas sociedades nació en 1978, con cierto retraso respecto de Europa y se modificó en 1988 con la aprobación de la Ley de Intervención y Disciplina de las entidades de crédito, que sometió a estas sociedades al control e inspección del Banco de España, en igual medida que las entidades de crédito. La creación de la SGR debe ser autorizada por el Ministerio de Economía y Hacienda, previo informe del Banco de España y de la Comunidad Autónoma en la que vaya a establecer su domicilio social.

## Carácter mutual
Otra nota característica de estas sociedades es que sólo pueden garantizar operaciones de sus socios, lo cual implica que para conceder el aval a una pyme, esta deberá adquirir necesariamente la condición de socio. No se persigue ni la obtención de beneficios ni el reparto de dividendos.
En las SGR existen dos tipos de socios: los socios partícipes y los socios protectores.Los socios partícipes son a los que se les presta la garantía de la sociedad, deben ser pequeños y
medianos empresarios, habrán de pertenecer al sector o sectores de actividad económica mencionados en los estatutos sociales, y su establecimiento deberá estar situado en el ámbito geográfico delimitado en los propios estatutos.
Las SGR junto a los socios partícipes, cuentan con la figura de los socios protectores cuyo papel ha sido de vital importancia para la creación y desarrollo de las SGR. Entre los principales socios protectores, encontramos a las comunidades autónomas, cámaras de comercio, diputaciones provinciales, asociaciones de empresarios, bancos, cajas de ahorro y empresas privadas. Los apoyos a la sociedad de garantía por parte de los socios protectores pueden ser, tanto en forma de capital, como al denominado Fondo de Provisiones Técnicas. Los socios protectores no tienen derecho a solicitar las garantías de la SGR. Con el fin de garantizar la independencia de la sociedad de garantía recíproca, los votos de los socios protectores en su conjunto no podrán representar más del 50 por 100 del total de votos.

## Tipos
Habitualmente las Sociedades de Garantía operan en un ámbito geográfico concreto, pero también las hay sectoriales. En España, la Confederación Española de Garantía Recíproca (CESGAR) distingue entre:
- Sectoriales: entre las que estarían, CREA S.G.R para el sector audiovisual y existió Oinarri,S.G.R. para las entidades y empresas de la Economía Social pero actualmente se ha fusionado con ELKARGI, S.G.R. quedando como una sección concreta dentro de esta última.
- Territoriales: 
  - Andalucía: Garántia S.G.R.
  - Aragón: Avalia Aragón S.G.R.
  - Canarias: AvalCanarias, S.G.R.
  - Cantabria: Sogarca S.G.R.
  - Cataluña: Avalis de Catalunya S.G.R.
  - Castilla-La Mancha: Aval Castilla-La Mancha S.G.R.
  - Castilla y León y La Rioja: Iberaval S.G.R.
  - Comunidad de Madrid: Avalmadrid S.G.R.
  - Comunidad Valenciana: S.G.R. Comunidad Valenciana
  - Extremadura: Extraval S.G.R.
  - Galicia: Sogarpo S.G.R. y Afigal S.G.R.
  - Islas Baleares: Isba S.G.R.
  - Navarra: SONAGAR S.G.R.
  - País Vasco: Elkargi S.G.R.
  - Principado de Asturias: Asturgar S.G.R.
  - Región de Murcia: Avalam